# Vincent Delecroix
Pour les articles homonymes, voir Delecroix.
 (juillet 2023).
Si vous disposez d'ouvrages ou d'articles de référence ou si vous connaissez des sites web de qualité traitant du thème abordé ici, merci de compléter l'article en donnant les références utiles à sa vérifiabilité et en les liant à la section « Notes et références ».
Vincent Delecroix (né à Paris le 26 novembre 1969) est un philosophe et écrivain français.

## Biographie
Ancien élève de l'École normale supérieure (L 1990), agrégé et docteur en philosophie, spécialiste de Søren Kierkegaard sur lequel il a fait sa thèse de doctorat, Vincent Delecroix enseigne la philosophie de la religion à l'École pratique des hautes études en qualité de directeur d'études.
Également romancier, il a reçu en 2009 le grand prix de littérature de l'Académie française après avoir publié Tombeau d'Achille et a été pensionnaire de l'académie de France à Rome (Villa Médicis). 
Son œuvre littéraire et philosophique est attentive aux actes et expériences existentiels, comme l'amour, le chant et le sacré.
En 2025, son roman Naufrage est traduit en anglais par Helen Stevenson, et cette traduction est sélectionnée (longlist puis shortlist) pour le Prix international Booker 2025,.

### Décorations
- 2007 :  Chevalier de l'ordre des Arts et des Lettres[3]
- 2023 :  Chevalier de l'ordre national du Mérite[4]

## Œuvres

### Philosophie
- Post-scriptum aux Miettes philosophiques : Kierkegaard, Ellipses (Philo-textes), 2005
- Singulière philosophie : essai sur Kierkegaard, Félin (Les marches du temps), 2006
- Petit éloge de l'ironie, Gallimard (Folio 2€), 2012
- Chanter : reprendre la parole, Flammarion (Sens propre), 2012
- Ce n'est point ici le pays de la vérité, Félin (Les marches du temps), 2015
- Poussin : une journée en Arcadie, Flammarion, 2015
- avec Philippe Forest Le Deuil : entre le chagrin et le néant, Gallimard (Folio), 2015
- Apocalypse du politique, Desclée De Brouwer, 2016
- Non ! : de l'esprit de révolte, Autrement, 2017
- Apprendre à perdre, Bibliothèque Rivages, 2019

### Romans et récits
- Retour à Bruxelles, Actes Sud (Un endroit où aller), 2003
- À la porte, Gallimard (Blanche), 2004
- La Preuve de l'existence de Dieu, Actes Sud (Un endroit où aller), 2004
- Ce qui est perdu, Gallimard (Blanche), 2006, rééd. dans la coll. « Folio », 2009
- La Chaussure sur le toit[5], Gallimard (Blanche), 2007, rééd. dans la coll. « Folio », 2009
- Tombeau d'Achille, Gallimard (L'un et l'autre), 2008
- Ascension, Gallimard (Blanche), 2017
- Naufrage, Gallimard (Blanche), 2023

### Traductions et préfaces
- avec Frédéric Worms, Jean Wahl, L'Un devant l'autre, Hachette, 1998.
- Søren Kierkegaard, Exercice en christianisme, Paris, Félin, 2006, coll. « Les marches du temps », trad. du danois.
- Stendhal, La Chartreuse de Parme, Paris, Flammarion, 2009, coll. « GF », avec une interview de V. Delecroix : « Pourquoi aimez-vous La Chartreuse de Parme ? ».
- Sigmund Freud, Religion, Paris, Gallimard, 2012, coll. « Connaissance de l'inconscient », préface.
- Petite bibliothèque du chanteur, Paris, Flammarion, 2012, coll. « Champs Classiques », choix de textes et introduction.